# Walter Messa
Walter Messa (Milano, 16 maggio 1939) è un ex tuffatore italiano.

## Biografia
Nato a Milano nel 1939, a 21 anni ha preso parte ai Giochi olimpici di Roma 1960, nella gara di trampolino 3 metri, non riuscendo ad accedere alla finale a 8, chiudendo 10º con 92.47 punti..